# Casemate de Bourges

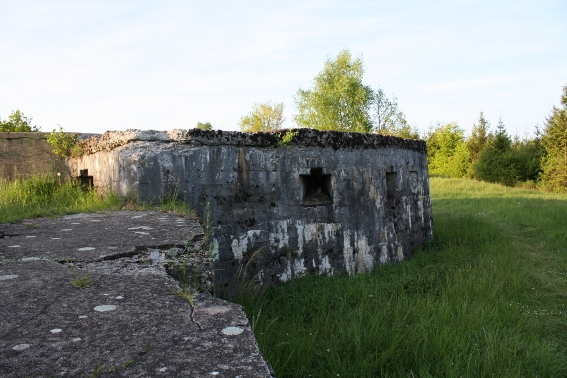
Zwischen den Weltkriegen am Hofausgang der Bourges-Kasematte errichteter MG-Bunker der Ouvrage de Froideterre

Die Casemate de Bourges oder Bourges-Kasematte ist ein ab 1885 entwickelter Standardtyp eines selbstständigen flankierenden Kampfraumes einer Festung oder eines Werkes. Der zweistöckige betonierte Kampfraum besteht aus oberirdischen Geschützständen für zwei leichte französische Feldgeschütze auf Festungslafetten sowie einem Feuerleitstand. Im Untergeschoss befinden sich Munitions- und Pulverlagerräume sowie Ruheplätze für die Besatzung.

## Geschichte und Entwicklung
Durch die Entwicklung von Brisanzgranaten und Schnellfeuergeschützen zum Ende des 19./Anfang des 20. Jahrhunderts waren die alten aus Bruchstein errichteten Festungen, deren Hohlgänge nur von Schotter und Erde überdeckt waren, nahezu wertlos gegen Artilleriebeschuss mit der damals neuen Munition. Umfassende Modernisierungsmaßnahmen wurden notwendig. Hierbei kam dem seit der Mitte des 19. Jahrhunderts entwickelten Stahlbeton als Baustoff eine besondere Rolle zu.
Ab 1895 wurde durch den Pionier-Major (Commandant du Génie) Laurent der verhältnismäßig einfach und günstig zu bauende Kampfraum entwickelt. Seinen Namen erhielt er durch den ersten Prototyp, der in Bourges gebaut und getestet wurde. Ab 1899 wurden 46 dieser Kasematten in verschiedenen Anlagen erbaut, von denen 26 die rechte und 20 die linke Flanke des betreffenden Kernwerkes deckten.

## Lage des Kampfraumes in der Festung
Die Kasematte Bourges wurde in der Regel an der rechten oder linken Flanke einer Festung oder Werks erbaut. Der Kampfraum liegt im Inneren des Grabenrings und war ursprünglich entweder durch Hohlgänge oder oberirdisch zugänglich. Die oberirdisch zugänglichen Casemattes de Bourges wurden oft später, auch während des Ersten Weltkrieges, über Tunnel und Tiefstollen wie beispielsweise die Galeries 1917 mit dem Kernwerk verbunden. Diese Maßnahme war notwendig, da sich während der Kampfhandlungen herausstellte, dass der lange und ungedeckte Weg über den Hof (z. B. der der Ouvrage de Froideterre etwa 100–150 m) während der heftigen Kampfhandlungen nicht ansatzweise als sicher zu bezeichnen war. Teilweise wurden an den Standardkasematten den örtlichen Gegebenheiten entsprechend zusätzliche Kampfräume installiert bzw. angebaut. Bei der Ouvrage de Froideterre ist dies beispielsweise ein den oberirdischen Zugang deckender MG-Schartenbunker.

## Bewaffnung
Ursprünglich war die Bourges-Kasematte für zwei Canon Lahitolle de 95 mm ausgestattet. Später wurde jedoch der Canon de 75 mle 1897 auf Festungslafette wegen ihrer stärkeren Rohrüberhöhbarkeit (54° anstatt 45°) der Vorzug gegeben. Es gab verschiedentlich MG-Scharten und nachträglich eingebaute Schießscharten.

## Aufbau des Kampfraumes

### Obergeschoss
Im Obergeschoss der Kasematte waren zwei voneinander getrennte Geschützplätze für die Kanonen vorhanden. Es gab einen direkten in der Zwischenwand gelegenen Zugang zum Untergeschoss, der für den Munitionsnachschub vorgesehen war. Dieser Zugang bestand aus einer etwa 100 × 100 × 60 cm (B×H×T) messenden Nische in der Trennwand zwischen den beiden Räumen. Die Nische liegt an der Längsseite des zur Kernseite des Forts weisenden Raumes. Auf einem im Untergeschoss auf halber Raumhöhe befindlichen Podest konnte ein Mann stehen, der die Munition nach oben durchgab. Es fanden jedoch verschiedentlich Modifikationen auch dieses Details der Kasematte statt. Des Weiteren gab es im Verbindungsgang zwischen den beiden Geschützplätzen für Austauscharbeiten an den Geschützen und den Munitionstransport ein Kransystem mit Laufkatze. Der eigentliche Zugang zum Untergeschoss besteht aus einem ebenfalls in dem dem Kernwerk zugewandten Geschützraum liegenden Treppenabgang. Der Zugang zu Hohlgängen oder dem Forthof war normalerweise an der Rückwand oder der Front abgewandten Seite angelegt. Der oberirdische Zugang konnte meist mit verschiebbaren Blöcken verbarrikadiert werden.

### Untergeschoss
Im Untergeschoss befanden sich Lagerräume für Munition sowie Ruheplätze für die Besatzung. Wenn die Kasematte Anbindung an Stollen oder Tunnels hatte, war der Zugang zu diesen meist hier untergebracht.

## Besichtigungen
Gut zu besichtigende Casemates Bourges gibt es in Fort Douaumont, Fort Vaux, Fort d’Uxegney und der Ouvrage de Froideterre.